# Carlos Avilez
Carlos Vítor Machado (Lisboa, 13 de abril de 1935 – Cascais, 22 de novembro de 2023), de seu nome artístico Carlos Avilez ComIH, foi um encenador e ator português.

## Carreira
Avilez iniciou-se no teatro como actor, ingressando em 1956 na Companhia Amélia Rey Colaço - Robles Monteiro, onde permaneceu até 1963. Durante esse período também escreve e dirige peças na Sociedade de Instrução Guilherme Cossoul e no Centro Espanhol. A conselho de Amélia Rey Colaço, orienta a sua vida para a encenação. Em 1963 apresenta A Castro, de António Ferreira na Guilherme Cossoul, numa encenação arrojada que causa alguma agitação no meio artístico lisboeta. Depressa ganha o estatuto de "enfant terrible" do teatro português.
Estreia-se profissionalmente no Teatro Experimental do Porto (TEP) na peça Carta Perdida, de Caraggiale. Em 1964 dirige o Círculo de Iniciação Teatral da Academia de Coimbra (CITAC), onde encena uma peça de Federico García Lorca.  É um dos fundadores, em 1965, do Teatro Experimental de Cascais (TEC), companhia que traça um plano inovador no teatro.
Trabalhou em França com Peter Brook e Jerzi Grotowsky na Polónia. Paralelamente à sua actividade no TEC dirigiu Raúl Solnado no Teatro Villaret. Em 1970 é director artístico e responsável pelo dia consagrado a Portugal na Expo '70, em Osaka, no Japão. Dirige para o ACARTE Hamlet, de Shakespeare e Erros Meus, Má Fortuna, Amor Ardente, de Natália Correia. Em 1979 é nomeado, juntamente com Amélia Rey Colaço, director da Companhia Nacional de Teatro I - Teatro Popular, então sediada no Teatro São Luiz.
Para além do teatro encenou, também, várias óperas entre as quais se destacam Carmen, Contos de Hoffmann, Kiu, As Variedades de Proteu, Ida e Volta, O Capote, Inês de Castro, O Barbeiro de Sevilha e Madame Butterfly.
No Teatro Nacional D. Maria II dirigiu Pedro, o Cru, Guerras de Alecrim e Manjerona, Fígados de Tigre, O leque de Lady Windermere, Ricardo II, O Crime da Aldeia Velha, A maçom e Real Caçada ao Sol. Dirigiu a peça Amadeus, de Peter Shaffer, a convite da Árvore e Sociedade Porto 2001, Capital Europeia da Cultura, na Companhia Seiva Trupe.
Foi Presidente do Instituto de Artes Cénicas, Director do Teatro Nacional S. João e Director do Teatro Nacional D. Maria II. Fundou a Escola Profissional de Teatro de Cascais, a cuja Direcção pertenceu, integrando, também, o corpo docente.
A 9 de junho de 1995, foi agraciado com o grau de Comendador da Ordem do Infante D. Henrique. Foi também agraciado com as Medalhas de Mérito Municipal da Câmara Municipal de Cascais, de Mérito Cultural da Secretaria de Estado da Cultura e da Associação 25 de Abril. 
Faleceu a 22 de novembro de 2023, vítima de paragem cardiorrespiratória, no Hospital de Cascais.